# Saint-Honoré-les-Bains
Saint-Honoré-les-Bains é uma comuna francesa na região administrativa de Borgonha-Franco-Condado, no departamento Nièvre. Estende-se por uma área de 25,13 km². Em 2010 a comuna tinha 743 habitantes (densidade: 29,6 hab./km²).